# ウィクトーリア (競走馬)
ウィクトーリアは、日本の競走馬。2019年フローラステークスの勝ち馬である。

## 出自
母は秋華賞馬ブラックエンブレム、兄には札幌2歳ステークスを勝ったブライトエンブレムがいる良血馬。(有)シルクレーシングで1口5万6千円の総500口で募集され、母やその子供達も管理している小島茂之厩舎へと入厩する。

## 戦績

### 2歳 (2018年)
デビュー戦は7月の函館芝1800メートル戦、岩田康誠とのコンビで1番人気に支持されると逃げの手を打ち後続を寄せ付けないまま3馬身つけて快勝。レコードとなった。
その後兄も勝利している札幌2歳ステークスへ挑戦、前走の岩田が他馬に騎乗するため田辺裕信と新コンビを組んだが、前走とは異なる戦法でレースを進めたが、直線で一杯になり7着に敗れた。赤松賞も5着に敗れ休養となった。

### 3歳 (2019年)
3歳初戦は中山芝1800メートルの500万下、クリストフ・ルメールを起用したここは新馬戦以来の逃げの策をとり、後続を寄せ付けず快勝。2勝目を挙げた。
桜花賞路線には向かわず、オークスへの切符を掴むためにフローラステークスへ出走。鞍上には戸崎圭太が選ばれた。1番人気には未勝利戦を勝ったばかりの1戦1勝馬セラピアが推される混戦ムードのなか本馬は3番人気となる。しかしスタート直後に出遅れたものの、鞍上の戸崎は慌てずに折り合いに専念。後方待機でレースを進め、直線では上がり最速となる33秒2の切れ味を発揮。最内から抜け出してきたシャドウディーヴァを外からハナ差で交わし、重賞初制覇を成し遂げた。また、鞍上の戸崎にとってこの勝利がJRA重賞通算50勝目となった。
桜花賞馬不在の中混戦模様となった優駿牝馬（オークス）では6番人気となり、道中後方グループから直線では勝ち馬に次ぐ上がり3F34秒6の末脚で追い込んでくるも4着止まりだった。
前年の阪神JFを勝ったダノンファンタジーに次ぐ2番人気に推されたローズステークスでは、中団追走から早めに進出し、直線入口では先頭集団に並びかけたが、先頭に抜け出すまでは至らず3着に敗れた。
その後は秋華賞を目指して調整がなされていたが、9月19日に行ったエコー検査で左前肢に繋靱帯炎を発症していたことが判明。秋華賞を断念することが所属先のシルクホースクラブのホームページで発表された。
復帰に1年以上を要する故障だったため、関係者と協議した結果、現役を引退することが決まり、10月3日に競走馬登録を抹消した。本馬を管理した小島調教師は「次はお母さんとして次のステージで頑張ってほしい。感謝しかないですね。その子供たちにも期待したいですね。」と語った。引退後はノーザンファームで繁殖牝馬となっている。

## 競走成績
以下の内容は、netkeiba.comおよびJBISサーチに基づく。
| 競走日     | 競馬場 | 競走名     | 格   | 距離（馬場）  | 頭 数 | 枠 番 | 馬 番 | オッズ （人気） | 着順 | タイム （上がり3F） | 着差 | 騎手        | 斤量 [kg] | 1着馬（2着馬）         | 馬体重 [kg] |
| ---------- | ------ | ---------- | ---- | ------------- | ----- | ----- | ----- | --------------- | ---- | ------------------- | ---- | ----------- | --------- | ---------------------- | ----------- |
| 2018.07.22 | 函館   | 2歳新馬    |      | 芝1800m（良） | 13    | 1     | 1     | 003.80（1人）   | 01着 | R1:48.3（34.9）     | -0.5 | 0岩田康誠   | 54        | （クラサーヴィツァ）   | 462         |
| 0000.09.01 | 札幌   | 札幌2歳S   | GIII | 芝1800m（不） | 14    | 6     | 10    | 002.90（2人）   | 07着 | R1:51.4（38.6）     | -1.3 | 0田辺裕信   | 54        | ニシノデイジー         | 462         |
| 0000.11.18 | 東京   | 赤松賞     |      | 芝1600m（不） | 12    | 6     | 8     | 005.60（3人）   | 05着 | R1:35.0（33.9）     | -0.7 | 0田辺裕信   | 54        | ジョディー             | 458         |
| 2019.02.24 | 中山   | 3歳500万下 |      | 芝1800m（良） | 12    | 5     | 5     | 003.40（2人）   | 01着 | R1:47.9（34.6）     | -0.3 | 0C.ルメール | 54        | （ペレ）               | 470         |
| 0000.04.21 | 東京   | フローラS  | GII  | 芝2000m（良） | 18    | 2     | 4     | 006.70（3人）   | 01着 | R1:59.5（33.2）     | -0.0 | 0戸崎圭太   | 54        | （シャドウディーヴァ） | 466         |
| 0000.05.19 | 東京   | 優駿牝馬   | GI   | 芝2400m（良） | 18    | 6     | 12    | 014.30（6人）   | 04着 | R2:23.3（34.6）     | -0.5 | 0戸崎圭太   | 55        | ラヴズオンリーユー     | 460         |
| 0000.09.15 | 阪神   | ローズS    | GII  | 芝2400m（良） | 12    | 6     | 8     | 004.30（2人）   | 03着 | R1:44.4（33.3）     | -0.0 | 0戸崎圭太   | 54        | ダノンファンタジー     | 466         |

## 繁殖成績
|       | 馬名                 | 生年   | 性 | 毛色   | 父                 | 馬主             | 厩舎             | 戦績           |
| ----- | -------------------- | ------ | -- | ------ | ------------------ | ---------------- | ---------------- | -------------- |
| 初仔  | アリスヴィクトリア   | 2021年 | 牝 | 鹿毛   | ロードカナロア     | シルクレーシング | 栗東・中内田充正 | 6戦0勝（引退） |
| 2番仔 | ウィクトルウェルス   | 2022年 | 牡 | 鹿毛   | リアルスティール   | シルクレーシング | 美浦・宮田敬介   | 3戦2勝（現役） |
| 3番仔 | ペルウィクトール     | 2023年 | 牡 | 黒鹿毛 | サートゥルナーリア | シルクレーシング | 美浦・宮田敬介   | （デビュー前） |
| 4番仔 | ウィクトーリアの2024 | 2024年 | 牡 | 鹿毛   | キタサンブラック   |                  |                  |                |

- 2025年4月11日現在

## 血統表
| ウィクトーリアの血統              | ウィクトーリアの血統                        | ウィクトーリアの血統                   | （血統表の出典）                       | （血統表の出典） |
| 父系                              | サンデーサイレンス系                        | サンデーサイレンス系                   | サンデーサイレンス系                   | [ § 2 ]          |
| 父 ヴィクトワールピサ 2007 黒鹿毛 | 父の父ネオユニヴァース 2000 鹿毛            | *サンデーサイレンス                    | Halo                                   | Halo             |
| 父 ヴィクトワールピサ 2007 黒鹿毛 | 父の父ネオユニヴァース 2000 鹿毛            | *サンデーサイレンス                    | Wishing Well                           |                  |
| 父 ヴィクトワールピサ 2007 黒鹿毛 | 父の父ネオユニヴァース 2000 鹿毛            | *ポインテッドパス                      | Kris                                   | Kris             |
| 父 ヴィクトワールピサ 2007 黒鹿毛 | 父の父ネオユニヴァース 2000 鹿毛            | *ポインテッドパス                      | Silken Way                             |                  |
| 父 ヴィクトワールピサ 2007 黒鹿毛 | 父の母*ホワイトウォーターアフェア 1993 栗毛 | Machiavellian                          | Mr. Prospector                         | Mr. Prospector   |
| 父 ヴィクトワールピサ 2007 黒鹿毛 | 父の母*ホワイトウォーターアフェア 1993 栗毛 | Machiavellian                          | Coup de Folie                          |                  |
| 父 ヴィクトワールピサ 2007 黒鹿毛 | 父の母*ホワイトウォーターアフェア 1993 栗毛 | Much Too Risky                         | Bustino                                | Bustino          |
| 父 ヴィクトワールピサ 2007 黒鹿毛 | 父の母*ホワイトウォーターアフェア 1993 栗毛 | Much Too Risky                         | Short Rations                          |                  |
| 母 ブラックエンブレム 2005 黒鹿毛 | 母の父*ウォーエンブレム 1999 青鹿毛         | Our Emblem                             | Mr. Prospector                         | Mr. Prospector   |
| 母 ブラックエンブレム 2005 黒鹿毛 | 母の父*ウォーエンブレム 1999 青鹿毛         | Our Emblem                             | Personal Ensign                        |                  |
| 母 ブラックエンブレム 2005 黒鹿毛 | 母の父*ウォーエンブレム 1999 青鹿毛         | Desert Trial                           | Lord At War                            | Lord At War      |
| 母 ブラックエンブレム 2005 黒鹿毛 | 母の父*ウォーエンブレム 1999 青鹿毛         | Desert Trial                           | Sweetest Roman                         |                  |
| 母 ブラックエンブレム 2005 黒鹿毛 | 母の母ヴァンドノワール 1996 青毛            | *ヘクタープロテクター                  | Woodman                                | Woodman          |
| 母 ブラックエンブレム 2005 黒鹿毛 | 母の母ヴァンドノワール 1996 青毛            | *ヘクタープロテクター                  | Korveya                                |                  |
| 母 ブラックエンブレム 2005 黒鹿毛 | 母の母ヴァンドノワール 1996 青毛            | *プリンセスデリーデ                    | Vaguely Noble                          | Vaguely Noble    |
| 母 ブラックエンブレム 2005 黒鹿毛 | 母の母ヴァンドノワール 1996 青毛            | *プリンセスデリーデ                    | Flashy                                 |                  |
| 母系(F-No.)                       | プリンセスデリーデ(GB)系(FN:F3-c)           | プリンセスデリーデ(GB)系(FN:F3-c)      | プリンセスデリーデ(GB)系(FN:F3-c)      | [ § 3 ]          |
| 5代内の近親交配                   | Mr. Prospector 4×4･5、Halo 4･5（父内）      | Mr. Prospector 4×4･5、Halo 4･5（父内） | Mr. Prospector 4×4･5、Halo 4･5（父内） | [ § 4 ]          |
| 出典                              | 1. 2. 3. 4.                                 | 1. 2. 3. 4.                            | 1. 2. 3. 4.                            | 1. 2. 3. 4.      |